# Santiago Vera Rivera

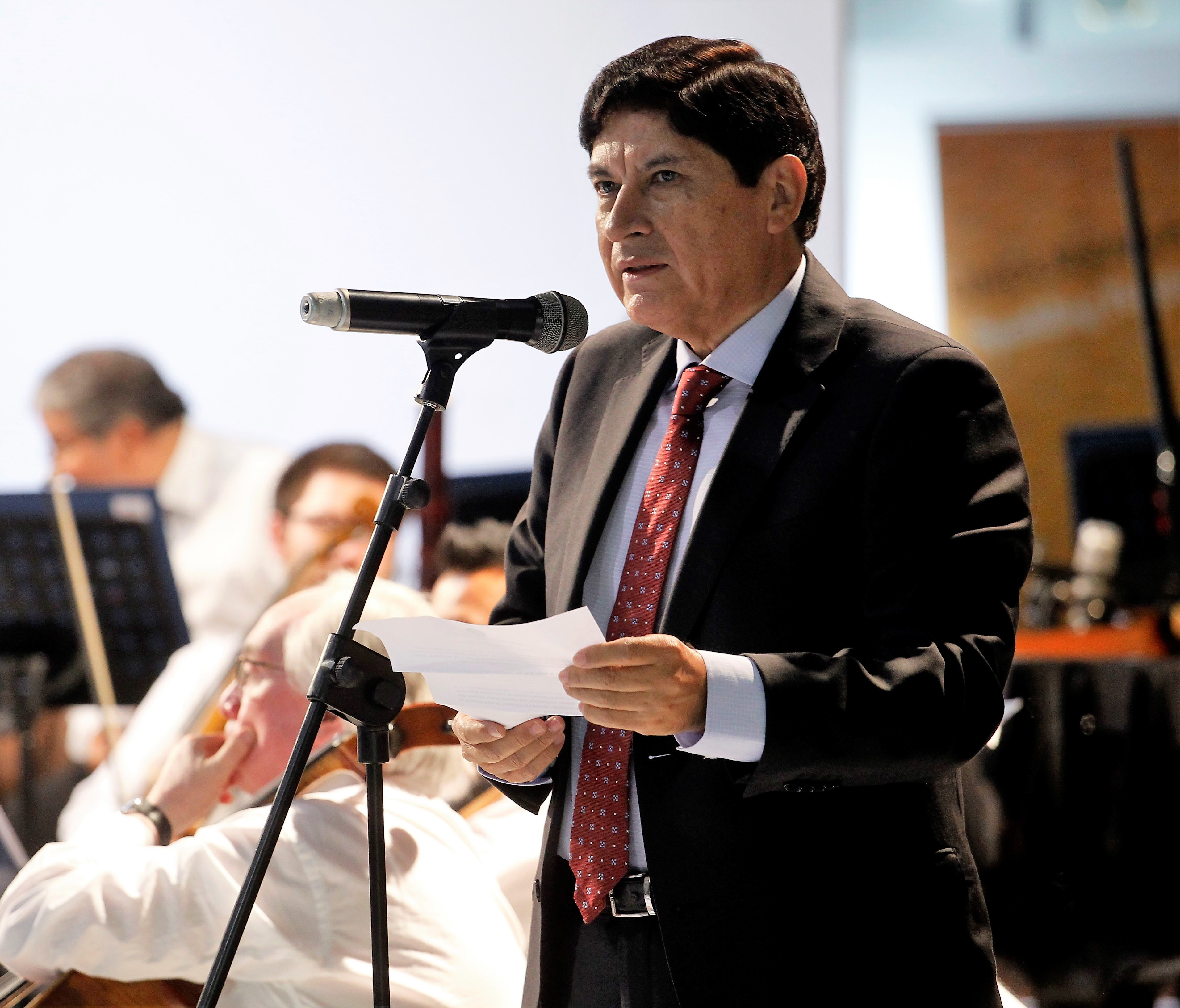
Santiago Vera-Rivera, Orquesta de Cámara de Chile, Santiago, Chile, 2015.

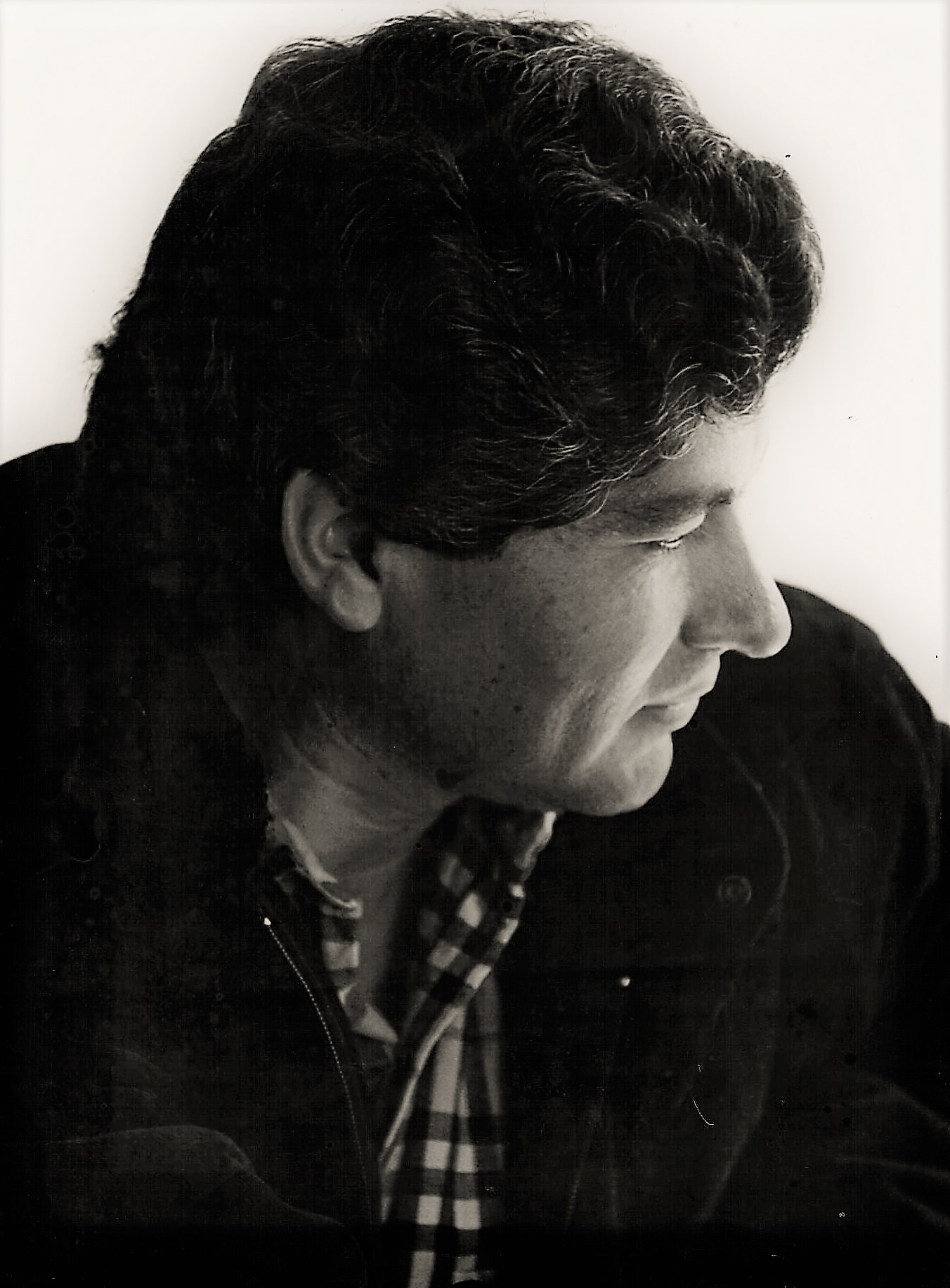
Fotografía para el Catálogo Vol. 20 de la OEA de 1993.

Santiago Vera-Rivera (Santiago-Chile, 2 de noviembre de 1950). Compositor Docto. Su catálogo contiene 188 obras (143 originales y 45 arreglos), para solista, cámara diversa, orquesta (con y sin solista), coro y orquesta, coro a capella y electroacústica.

## Biografía
Santiago Vera-Rivera nació en Santiago de Chile. Inició sus estudios musicales con los profesores Eduardo López (piano) y Hernán Barría (lectura musical). Posteriormente los continuó en la Facultad de Ciencias y Artes Musicales de la Universidad de Chile, primero con el maestro Carlos Botto (composición y armonía superior) y después con los maestros Alfonso Letelier, Juan Lémann, Cirilo Vila y Juan Amenábar. Todos los compositores mencionados fueron fundamentales en el desarrollo de la Música Docta Chilena. Vera-Rivera obtuvo el grado con Distinción Máxima en enero de 1984.
En 1978 fue admitido como socio de la Asociación Nacional de Compositores de Chile (ANC). Al año siguiente asumió el cargo de secretario y en 1987 fue elegido presidente. Como representante de la ANC en 1980 es elegido miembro del Consejo Administrativo del Departamento del Pequeño Derecho de Autor (DAIC) de la Universidad de Chile. En septiembre de 1982 fue designado por el Rector de la Universidad de Chile y el director del DAIC como representante del Consejo de Administración de Autores y Compositores (CADAC) en el Congreso Internacional del Consejo Panamericano de Autores y Compositores y en el Congreso de la Confederación Internacional de Autores y Compositores (CISAC), realizados en Roma entre el 27 de septiembre y 10 de octubre. Finalizados los congresos junto con el director de DAIC se reunieron en Roma con el presidente de la Sociedad Italiana de Autores y Compositores (SIAE), Luigi Conte y en Zúrich con el director de la Sociedad de Autores y Compositores de Suiza (SUISA), Dr. Ulrich Uchtenhagen. En 1983 participó en fructífera reunión bilateral de DAIC-Chile y SADAIC-Argentina en Buenos Aires. 
El musicólogo Rodrigo Torres en su libro Memorial de la Asociación Nacional de Compositores, 1936-1986 señala:” El intento de lograr autonomía, por parte de los creadores, para administrar los derechos patrimoniales tiene en nuestro país una historia de más de medio siglo” y más adelante dice:” han tenido relevante actuación, entre otros, los socios de la ANC Próspero Bisquertt, Pablo Garrido, Jorge Urrutia-Blondel, Juan Lémann Juan Amenábar y Santiago Vera” (pág. 42). También reseña que el día 24 de abril de 1987 se publicó en el Diario Oficial la nueva corporación Sociedad Chilena del Derecho de Autor. Vera-Rivera en el libro de registro de la SCD figura como socio fundador.
Entre 1983-1987 fue secretario ejecutivo del Consejo Chileno de la Música del CIM de la UNESCO. Asistió junto a la presidenta, la destacada pianista Margarita Herrera al Congreso Anual del Consejo Internacional de la Música que se realizó en Brasilia en 1987. A inicios de ese mismo año, el Consejo patrocinó el programa radial, La Música de Chile, Latinoamérica y el Mundo, producido y conducido por Margarita Herrera y Santiago Vera, y que fue transmitido por Radio de la Universidad de Santiago de Chile. Posteriormente, Vera-Rivera fue miembro del comité de Música Docta de la SCD (1997-2003) y miembro de la comisión de programación de la Orquesta Sinfónica de Chile (2003-2007).   
En 1990 su obra Apocalíptika II (1988) para piano y orquesta de cuerdas fue seleccionada de entre 594 obras presentadas al World Music Days Oslo 1990. El jurado estuvo integrado por los siguientes compositores presidido por Arne Nordhein (Noruega), Robert Aiken (Canadá), Javier Álvarez (México), Zygmunt Krauze (Polonia) y Sven David Sandström (Suecia). Simultáneamente, Santiago Vera-Rivera participó como Delegado Oficial de Chile en la Asamblea General de la Sociedad Internacional para la Música Contemporánea (SIMC), celebrada en Oslo (Noruega), entre el 22 y 30 de septiembre de 1990.
Desde 1988 a 1992 creó un programa de difusión de obras de compositores de Chile y España. Los eventos realizados fueron: giras de Luis Orlandini (guitarra) y de Ensemble Bartok (quinteto con voz) y conferencias monográficas de Vera-Rivera y Gabriel Brncic (1942) en la Universidad de Oviedo. También coordinó desde Asturias la dirección chilena del Diccionario de la Música Española e Hispanoamericana auspiciado por la SGAE y el INAEM del Ministerio de Educación de España. Así mismo, contó con el auspicio del Centro para la Difusión de la Música Contemporánea (CDMC), INAEM, Ministerio de Educación y Cultura para grabar entrevistas a reconocidos compositores españoles. Las entrevistas realizadas fueron incluidas en los nueve programas de Música contemporánea española que fueron transmitidos entre marzo a octubre de 1992 por la Radio de la Universidad de Chile.
La Asociación de Compositores Sinfónicos Valencianos (COSICOVA) y la Asociación de Compositores Sinfónicos Españoles (ACSE), INAEM y la Generalitat Valenciana, invitaron a Vera-Rivera al Congreso Iberoamericano de Compositores que se realizó en el Palau de la Música de Valencia (España) entre el 14 y 20 de octubre de 1992. El día sábado 17 de octubre Vera-Rivera presentó su ponencia: El Desarrollo de la Composición Docta en Chile.
Vera-Rivera entre 1985 y 2015 realizó seminarios y cursos de composición en la Facultad de Artes de la Universidad de Chile (INTEM de la OEA), Conservatorio Nacional de Ecuador (Quito), Universidad de Oviedo, Conservatorio Profesional de Gijón (España), Instituto de Bellas Artes de Santa Cruz de la Sierra (Bolivia), Universidad del Cauca (Colombia), Conservatorio de la Universidad Austral de Chile (Valdivia), Conferencia-concierto en la Escuela de Música de la Universidad Federal de Río de Janeiro e Instituto Villalobos de la Universidad Federal del Estado de Río de Janeiro (UNIRIO), Brasil.
La ANC designó a Santiago Vera como jurado del Concurso Himno al niño convocado por el Ministerio de Educación (1979), jurado del Concurso de Dúos Instrumentales convocado por la ANC y DAIC-Chile (1982), jurado en el Concurso de Oberturas para Orquesta Sinfónica convocado por la Facultad de Artes de la Universidad de Chile (1986). Jurado del Concurso Anual para Fomentar la creación de obras nacionales, convocado por el Consejo Chileno de las Culturas y las Artes (CNCA) del Ministerio de Educación entre 1996-2011 y jurado del Premio Nacional de Artes Musicales convocado por el Ministerio de Educación (2000-2002).
En agosto de 1987, Vera-Rivera creó el sello fonográfico SVR Producciones especializado en ediciones de Música Docta Chilena, Latinoamericana y Universal. El sello SVR recibió las siguientes distinciones: Medalla de la Música por “Producción y Difusión de la Música Académica”, otorgado por el Consejo Chileno de la Música en 2004; Premio de la Crítica por “Su constante trabajo con la Música Chilena”, otorgado por el Círculo de Críticos de Arte de Chile en 2006, y Premio a la Música Nacional “Presidente de la República” en Producción Fonográfica, otorgado por el Consejo de Fomento de la Música Nacional y la Presidencia de la República en 2009. Vera-Rivera actualmente es Chairman & CEO de SVR.     

### Obras principales
1.  Suite Modo Tonal para guitarra (1977). Versión para guitarra y orquesta (1988).
2.  Cirrus, Homenaje a Claude Debussy, obra electroacústica (1978).
3.  Tres Temporarias para piano (1980), 1. El tiempo sumergido, 2. La danza del tiempo, 3. La Danza del tiempo sumergido (1980).
4.   Tres Acuareskas para dos pianos (1985), 1. Adagio-mítico, 2. Atmosférico-transparente, 3. Presto-Homenaje a Chopin.
5.   Refracciones, seis micropiezas para guitarra (1986).
6.   Tres Apocalíptikas, 1. El principio, para violín y piano (1987), 2. El principio y el fin, para piano y orquesta de cámara (1988), 3. El principio y el fin es el amor, para coro mixto, piano, órgano y orquesta (1991).
7.   Glípticas para cuarteto de cuerdas (1999).
8. Tres Silogístikas, 1. Enigma andino, para flauta y guitarra (1989), 2. Misterios de Rapa Nui, para voz, clarinete en Sib, violín, violonchelo y piano (1991), 3. Canto arcano de Rapa Nui para voz y orquesta (1995).
9.   Tres Preámbulos y antiprosa para voz y piano. Texto de R. Tagore, 1. Iba por un camino (1992), 2. Cuando lo encontraré (2002), 3. Yo soy (2004).
10.   Tres Asonantástikas para piano, 1. Juegos (1997), 2. Juego arcano (2000), 3. Juego arcano cósmico (2000).
11. Tres Arkanas, 1. El enigma para violonchelo y piano (1995), 2. Claves del enigma para cuarteto de flautas dulces (1995), 3. Enigma al descubierto para violín, viola, violonchelo, contrabajo y piano (2010).
12. Losxtoleskas, Evocación maya para violín y guitarra (2001).
13. Tres Aporemas, 1. Canción antigua de Buganda, para clarinete en Sib, violonchelo y piano (2004), 2. Voz antigua de Ganda, para cuarteto de guitarras (2005), 3. Sse Matimba ne Kikwabanga, para guitarra y cuarteto
de cuerdas (2009).
14. Celiosiástika para orquesta (2010).
15. Susurros orientales para violín, viola, violonchelo y piano (2013).
16. Tres Orogénikas, 1. Cadena de cristal para orquesta (2014), 2.1 Cristales de los Andes para camerata (2016), 2.2. Cristales de los Andes para violín y orquesta de cámara (2017). 3.1 Vitrales de agua, para voz y 
orquesta (2017-2018). 3.2 Versión para orquesta.

## Intérpretes importantes de la música de Vera-Rivera
Directores: Jürg Wyttenbach, Jean-Luois LeRoux, Samuel Adler, David del Pino Klinge, Alicia Terzian, Juan Pablo Izquierdo, Cirilo Vila, Robert Henderson, Andrei Vasilevsky, Janusz Przybylski, Genaro Burgos, Víctor Hugo Toro, Eduardo Browne, Valene Georges, Alejandra Urrutia.
Orquestas: Orquesta de Cámara de Noruega, Orquesta Sinfónica de Chile, Orquesta Sinfónica Nacional de Ecuador, Orquesta Academia de Música de Gdansk de Polonia, Orquesta Clásica de la Universidad de Santiago de Chile, Orquesta Sinfónica de la Universidad de La Serena, Orquesta Filarmónica Regional de Valdivia, Camerata de la Universidad de los Andes, Orquesta de Cámara de Chile.
Pianistas: Deborah Singer, Margarita Herrera, Clara Luz Cárdenas, Cecilia Plaza, Ruth Sánchez, Per Skoglund, Elvira Savi, Ana María Cvitanic, Luis Alberto Latorre, Ilkka Paanamen, Alberto Cruz Prieto, Svetlana Kotova, Ximena Cabello, Daniela Costa, Armands Abols, Cirilo Vila, Karina Glasinovic, Leonora Letelier, Carla García, Eva Muñoz, Valeria Zanini, Rika Uchida, Mario Lobos, Mirtha Rojas.
Guitarristas: Luis Orlandini, Oscar Ohlsen, Juan Mouras, Jorge Rojas Zegers, Ximena Matamoros, Sebastián Montes, Rodrigo Guzmán, Wladimir Carrasco, Alejandro Peralta, Renato Serrano, Andrés Pantoja, Ignacio Rojas.  
Otros instrumentos: Jordi Arleaga, Joan Izquierdo, Andreu Roca, María Jesús Udina, Víctor Rondón, Octavio Hasbún (flautas dulces), Alfredo Mendieta, Hernán Jara (flauta Traversa), José Olivares, Valene Georges, Katyia Galleguillos (clarinete), Raúl Aliaga, Santiago Meza, Pedro Llanos, Miguel Zárate (percusiones), María Teresa Chenlo (clave), Jaime Mansilla, Isidro Rodríguez, Alberto Dourthé, Francisco Rojas, Anatoly Charov, Darío Jaramillo, Juan Carlos Soto, David Núñez, Marcelo Pérez, Dorian Lamotte (violín), Rodrigo Pozo, Bárbara Undurraga, Pablo Salinas (viola), Eduardo Salgado, Héctor Escobar, Celso López, Jorge Faúndez, Francisca Reyes (violonchelo).  
Cantantes: Carmen Luisa Letelier, Johanna Rusanen, Patricia Vásquez, Cecilia Frigerio, Lorna Guzmán, María Luz Martínez, Katalin Karakay.

## Publicaciones
- CD Música Chilena para Guitarra del Siglo XX, Luis Orlandini, Guitarra. SVR-1993.
- CD Música Contemporánea Chilena para Dúos y Tríos, Octavio Hasbún, Flauta Dulce, Víctor Rondón, Flauta Dulce, Miguel Aliaga, Viola Da Gamba, Ana María Cvitanic, Piano. SVR-1993.
- CD Piano Chileno de Ayer y Hoy, Pianistas: Graciela Yazigi, Elmma Miranda, Cecilia Plaza, Deborah Singer. SVR-1994.
- CD Chile del Siglo XX en Dúos de Guitarras, Luis Orlandini, Oscar Ohlsen. SVR-1995.
- CD Electromúsica de Arte. Obras electroacústicas de compositores doctos chilenos. SVR-1995.
- CD Clásicos Populares Latinoamericanos en la Voz de Cecilia Frigerio. SVR-1996.
- CD Chile Contemporáneo en el Sonido de Ensemble Bartok. SVR-1997.
- CD Música para el Fin de Siglo, Obras de Santiago Vera-Rivera. SVR-1997.
- CD Música Chilena del Siglo XX para Cuarteto de Cuerdas, Cuarteto de la Universidad Austral de Chile. SVR-1999.
- CD Esquinas, Obras de compositores doctos chilenos, Oscar Ohlsen, Guitarra. SVR-2000.
- CD Un Sueño en la Floresta, Obras de Agustín Barrios "Mangoré", Andrés González, Santiago Vera-Rivera, Wladimir Carrasco, Guitarra. SVR-2001.
- CD SIMPAY, Música de Cámara para Guitarra, Obras de compositores doctos chilenos, Cuarteto de Guitarras, Cuarteto de Cuerdas Nuevo Mundo, Coro Magnificat. SVR-2003.
- CD Santiago Vera-Rivera, Música para un Nuevo Siglo. Obras para cámara diversa y Orquesta con solista y coro. SVR-2010.
- CD Orquesta de Cámara de Chile, Obras de Santiago Vera-Rivera, Esteban Ariel D´Antona, Enrique Soro, Vicente Bianchi. Dorian Lamotte, Violín, Alejandra Urrutia, Directora. CNCA-2017

## Enlacesexternos
- SVR Producciones
- https://revistamusicalchilena.uchile.cl
- https://www2.scd.cl
- https://www.anc-chile.cl Archivado el 30 de abril de 2021 en Wayback Machine.
- https://www.basedeconciertos.uahurtado.cl

- Datos: Q7420370
- Multimedia: Santiago Vera-Rivera / Q7420370